# Legge su Gerusalemme
La Legge su Gerusalemme (in ebraico חוֹק יְסוֹד: יְרוּשָׁלַיִם בִּירַת יִשְׂרָאֵל‎?, in arabo قانون القدس‎?), nota formalmente come “Legge fondamentale: Gerusalemme, Capitale di Israele”, è una legge costituzionale approvata dalla Knesset il 30 luglio 1980 (17º Av, 5740), disciplinante, tra le varie materie, lo status di Gerusalemme come capitale di Israele nell’ottica del diritto israeliano.
La Corte Suprema israeliana ha interpretato quest’ultima la legge come un'effettiva annessione di Gerusalemme Est, sebbene il termine "annessione" non sia stato utilizzato.
Il Consiglio di sicurezza delle Nazioni Unite nella risoluzione 478 ha condannato il tentativo di cambiamento dello status di Gerusalemme e ha dichiarato la legge "nulla e priva di validità" agli occhi del diritto internazionale.

## Storia

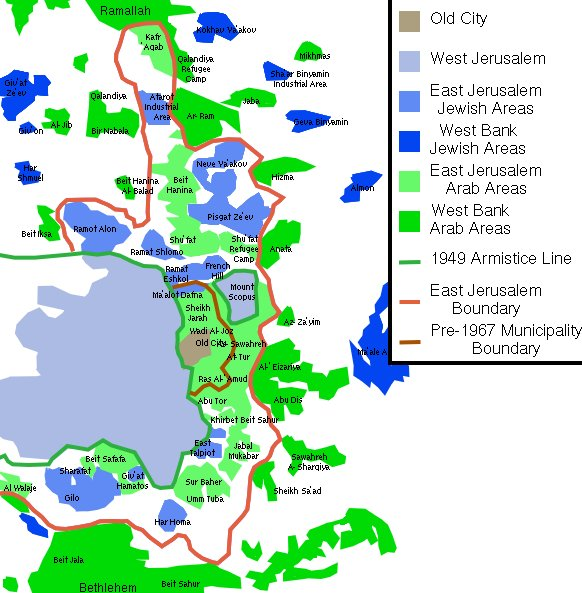
Mappa che indica il confine di Gerusalemme Est

Il 27 giugno 1967 Israele ampliò i confini municipali di Gerusalemme Ovest in modo da includere circa 70 km² di territorio della Cisgiordania oggi denominato Gerusalemme Est, che comprendeva la Gerusalemme Est giordana (6 km²) e 28 villaggi e aree di 64 km² dei comuni di Betlemme e Beit Jala. Il 30 luglio 1980 la Knesset approvò ufficialmente la Legge su Gerusalemme, che definì la città una capitale completa e unita.
Sebbene sia stato affermato che l'applicazione della legge israeliana a Gerusalemme Est non fosse un'annessione, tale posizione fu respinta dalla Corte Suprema israeliana. In una sentenza a maggioranza del 1970, il giudice Y. Kahan espresse il seguente parere: "...Per quanto mi riguarda, non c'è bisogno di alcun certificato del ministro degli Esteri o di qualsiasi autorità amministrativa per determinare che Gerusalemme Est [...] è stata annessa allo Stato di Israele e che costituisce parte del suo territorio [...] per mezzo di questi due decreti e di conseguenza quest'area costituisce parte del territorio di Israele."
La legge su Gerusalemme fu avviata come un disegno di legge proposto da un membro privato, Geulah Cohen, il cui testo originale affermava che "l'integrità e l'unità della grande Gerusalemme (Yerushalayim rabati) nei suoi confini dopo la guerra dei sei giorni non devono essere violate". Tuttavia, questa clausola fu abbandonata dopo la prima lettura alla Knesset e rifiutò quindi di specificare i confini, non utilizzando le parole "annessione" o "sovranità"; pertanto secondo il politologo Ian Lustick "Il consenso degli studiosi di diritto è che questa azione non ha aggiunto nulla alla circostanza legale o amministrativa della città, sebbene, soprattutto all'epoca, il suo passaggio era considerato di importanza politica e abbia suscitato una vigorosa reazione di protesta da parte della comunità mondiale".
Le risoluzioni dell'Assemblea Generale 2253 e 2254 approvate rispettivamente il 4 e il 14 luglio 1967, considerarono illegale l'atto israeliano a Gerusalemme Est e chiesero a Israele di annullare tali azioni e soprattutto di non cambiare le caratteristiche della città. Il 21 maggio 1968, la risoluzione 252 del Consiglio di sicurezza delle Nazioni Unite invalidò le misure legali e amministrative di Israele in violazione delle risoluzioni 2253 e 2254 dell'UNGA e richiese che tali misure fossero revocate. Le critiche delle Nazioni Unite dal 1967 includono le risoluzioni UNSC oltre alla 252, la 267 (1969), la 298 (1971) e la risoluzione 476 (1980), che deplorano i cambiamenti nelle caratteristiche di Gerusalemme, e la risoluzione 478 (1980), in cui agli Stati membri delle Nazioni Unite fu chiesto di ritirare le loro ambasciate dalla città. La risoluzione 478 condannò anche nei "termini più forti" l'emanazione della legge israeliana che proclamava un cambiamento nello status di Gerusalemme. La risoluzione 2334 del 2016 condannò tutti gli insediamenti israeliani nei territori occupati, compresa Gerusalemme Est.
La legge non fu proposta dalla coalizione di governo o dal primo ministro Menachem Begin, ma fu presentata da legislatori preoccupati che i negoziatori di pace chiedessero che i residenti arabi di Gerusalemme Est potessero votare alle elezioni dell'Autorità Palestinese. Nell'ambito legislativo, la legge è considerata in gran parte simbolica. Un emendamento nel 2000 ha ulteriormente specificato la giurisdizione della legge, che includeva Gerusalemme Est ma nella realtà non ha cambiato la sua portata. L'emendamento ha vietato anche il trasferimento di poteri a un corpo estraneo, come ad esempio un regime internazionale.

## Testo della legge

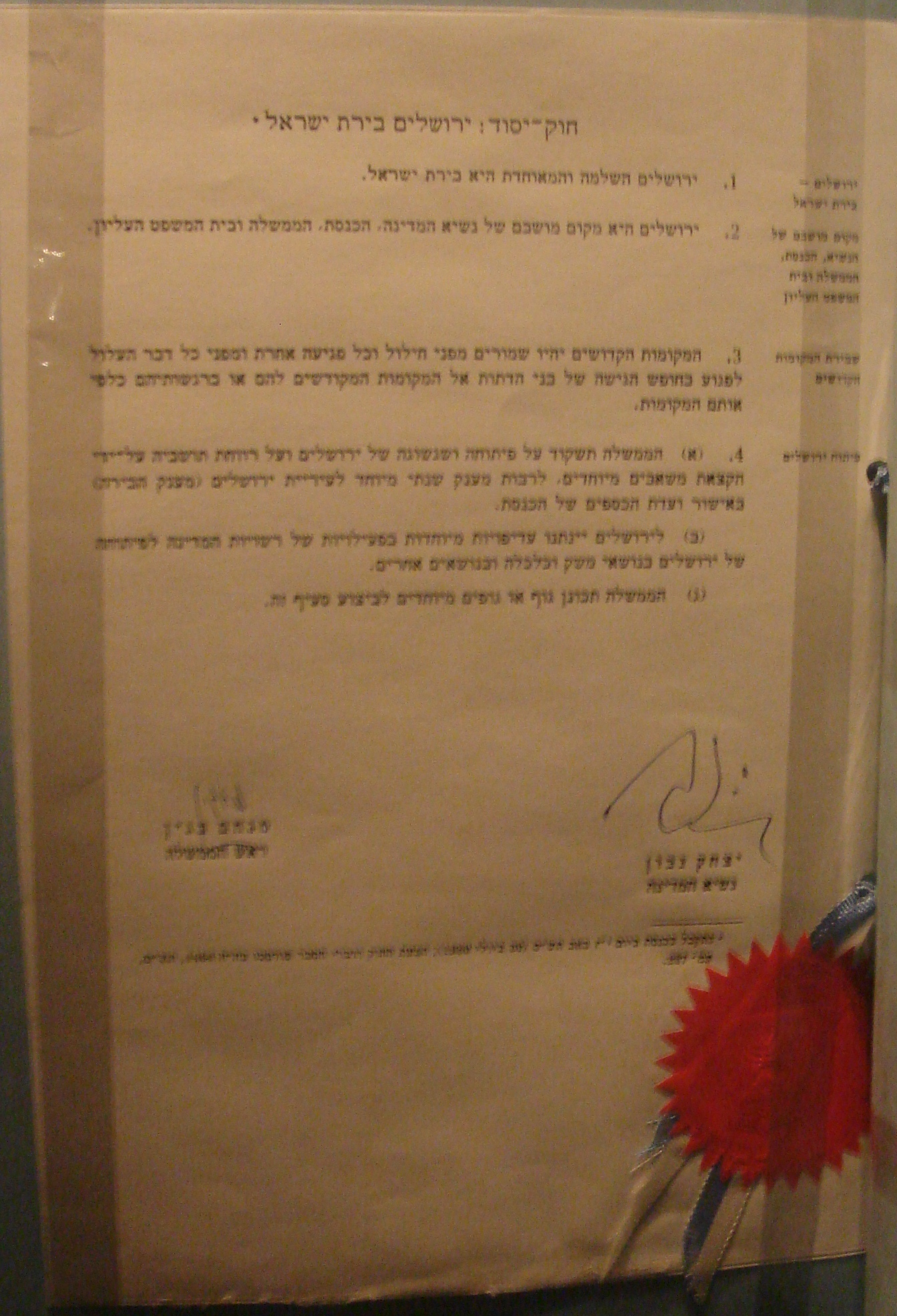
La Legge Fondamentale: Gerusalemme, Capitale di Israele.

Legge Fondamentale: Gerusalemme, capitale di Israele (traduzione non ufficiale)
Gerusalemme, Capitale di Israele:
1. Gerusalemme, completa e unita, è la capitale di Israele.
Sede del Presidente, della Knesset, del Governo e della Corte Suprema:
2. Gerusalemme è la sede del Presidente dello Stato, della Knesset, del Governo e della Corte Suprema.
Protezione dei Luoghi Santi:
3. I Luoghi Santi saranno protetti dalla profanazione e da ogni altra violazione e da tutto ciò che possa violare la libertà di accesso dei membri delle diverse religioni ai luoghi a loro sacri o il loro sentimento verso quei luoghi.
Sviluppo di Gerusalemme:
4. (a) Il Governo provvederà allo sviluppo e alla prosperità di Gerusalemme e al benessere dei suoi abitanti stanziando fondi speciali, compreso uno speciale sussidio annuale al Comune di Gerusalemme (Sovvenzione della Città Capitale) con l'approvazione del Finanziamento Comitato della Knesset. (b) Gerusalemme avrà una priorità speciale nelle attività delle autorità dello Stato in modo da favorire il suo sviluppo in materia economica e di altro tipo. (c) Il Governo istituirà un organismo speciale o organismi speciali per l'attuazione della presente sezione.
L'emendamento n. 1 (approvato dalla Knesset il 27 novembre 2000) :
Area della giurisdizione di Gerusalemme
5. La giurisdizione di Gerusalemme comprende, per quanto attiene a questa legge fondamentale, tra l'altro, tutta l'area che è descritta nell'appendice del proclama che amplia i confini della Gerusalemme municipale a partire dal 20 Sivan 5727 (28 giugno 1967), come è stato dato secondo l'ordinanza comunale.
Divieto di trasferimento di poteri
6. Nessuna autorità prevista dalla legge dello Stato di Israele o del Comune di Gerusalemme può essere trasferita permanentemente o per un periodo di tempo assegnato a un corpo estraneo, sia politico, governativo o qualsiasi altro tipo simile di corpo estraneo.
Rafforzamento
7. Le clausole 5 e 6 non possono essere modificate se non da una Legge Fondamentale approvata dalla maggioranza dei membri della Knesset.
Menachem Begin
Primo Ministro
Yitzchak Navon
Presidente dello Stato"
Pubblicato in Sefer Ha-Chukkim n. 980 del 23 Av, 5740 (5 agosto 1980), p. 186; il disegno di legge e una nota esplicativa sono stati pubblicati in Hatza'ot Chok n. 1464 di 5740, p. 287.